# Giorgio Zamboni
Giorgio Zamboni (1943 – Governolo, 4 agosto 2011) è stato un medico e filosofo italiano.

## Biografia

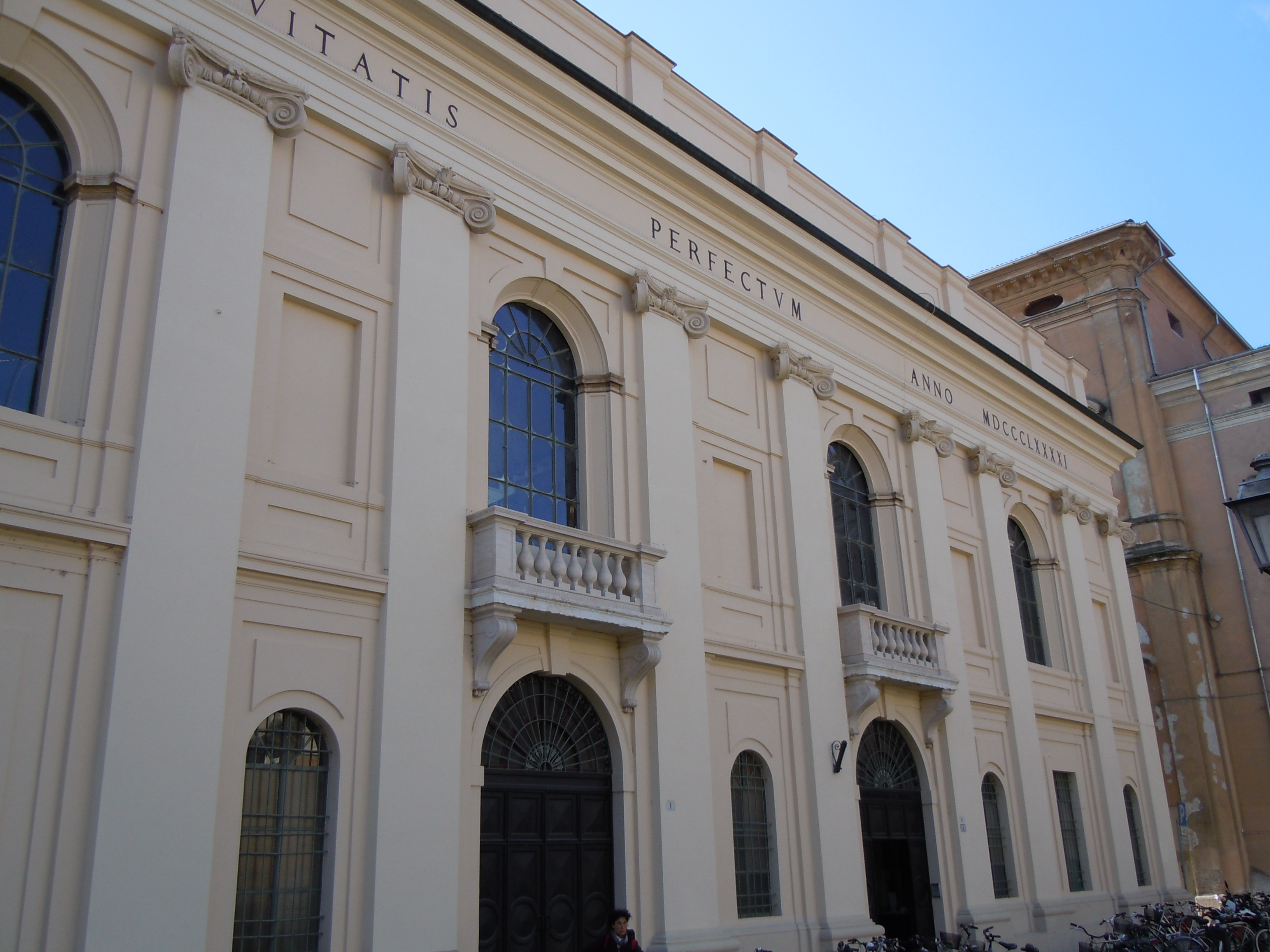
Mantova, Palazzo dell'Accademia nazionale virgiliana

Laureatosi in Medicina e Chirurgia all'Università degli studi di Modena nel 1969 e specializzatosi in Pediatria e Neonatologia, ricoprì l'incarico di ordinario di Pediatria alla Clinica Pediatrica dell'Università degli studi di Verona. Ottenne nel 1999 la laurea in Filosofia all'Università degli studi di Verona.
Nominato accademico dell'Accademia nazionale virgiliana di Mantova per le Scienze Matematiche, Fisiche e Naturali, nel marzo 2009 ottenne la nomina di presidente della stessa Accademia.
Il comune di Roncoferraro ha intitolato all'accademico la biblioteca comunale.